# Guerre di Slesia
Le guerre di Slesia furono una serie di conflitti civili scoppiati al tempo della Guerra di Successione austriaca che videro Sacro Romano Impero e Prussia contendersi la regione della Slesia. Le guerre furono in tutto tre, tutte vinte alla fine dalla Prussia:
- Prima guerra di Slesia, 1740–42
- Seconda guerra di Slesia, 1744–45
- Terza guerra di Slesia, 1756–63

Le prime due possono essere viste alla luce del più grande contesto della Guerra di Successione austriaca, mentre la terza guerra di Slesia è considerata come parte integrante della Guerra dei Sette anni. La Slesia era strategicamente importante per la Prussia perché "permetteva alla Prussia di poter facilmente controllare gli affari tra Russia ed Austria". La vittoria prussiana (ed il conseguente possesso della Slesia) iniziò un lento processo che si concluse solo con la Guerra austro-prussiana del 1866.

## La Prima guerra di Slesia (1740-1742)
Il 16 dicembre, senza la formalizzazione di una dichiarazione di guerra, re Federico II di Prussia decise di invadere la Slesia austriaca. Combatté con difficoltà nella Battaglia di Mollwitz presso Brzeg) nell'aprile del 1741. La Francia si alleò alla Prussia nel giugno del 1741 e le sue armate penetrarono in Germania. Per dividere i propri avversari ed isolare i francesi, Maria Teresa d'Austria decise di sottoscrivere un accordo segreto con Federico II col quale si impegnò a cedergli la Slesia in contropartita del suo ritiro della guerra: fu questa la pace di Breslavia dell'11 giugno 1742, controfirmata dal Trattato di Berlino nel luglio di quello stesso anno che mise fine alla prima guerra di Slesia.
La parte meridionale della Slesia (con Krnov, Troppau e Cieszyn) rimase sotto il controllo degli Asburgo e prese il nome di Slesia boema, e dal 1849 Slesia austriaca. Una piccola parte della Slesia polacca (Oświęcim, Zator, Żywiec e Siewierz) non venne coinvolta in questa guerra.

## La Seconda guerra di Slesia (1744-1745)
Federico II, inquieto per il successo austriaco contro la Francia e desideroso di riprendere l'intera Slesia per sé, avanzò nuovamente in Boemia e batté gli austriaci ad Hohenfriedberg, a Soor ed infine a Kesselsdorf (dicembre 1745). Le condizioni per la fine delle ostilità vennero decise nel Trattato di Dresda, il 25 dicembre 1745 : Federico conservò la Slesia e riconobbe Francesco Stefano di Lorena come imperatore.

## La Terza guerra di Slesia (1756-1763)
Questa guerra fece parte di un conflitto più grande, quello della Guerra dei Sette anni. Gli austriaci tentarono di riprendere la Slesia ancora una volta, ma Federico II decise di condurre questa volta un attacco preventivo e nell'agosto del 1756, senza dichiarazione di guerra, attaccò la Boemia e prese Praga nel maggio del 1757, ma gli austriaci gli infissero una pesante sconfitta nella Kolin, costringendolo a lasciare la Boemia ed a ritirarsi in Slesia.
Federico II riuscì a vincere la Battaglia di Roßbach del 5 novembre 1757, e poi quella di Leuthen nel dicembre di quell'anno, riprendendosi la Slesia. I russi si attestarono però sull'Oder nel giugno del 1758 e gli austriaci riuscirono a battere i prussiani a Hochkirch (14 ottobre 1758) ed a Kunersdorf (12 agosto 1759), occupando la Sassonia.
Federico si ristabilì con le vittorie di Legnica e Torgau sugli austriaci. Raggruppando le sue forze contro l'Austria, Federico riprese la Slesia ed obbligò Maria Teresa a siglare il Trattato di Hubertusburg del 15 febbraio 1763. La Prussia conservò il possesso della Slesia sino al 1945.